# Цісельська Людмила Іванівна
Людми́ла Іва́нівна Цісе́льська (Скри́пка) (нар. 27 вересня 1956, Київ) — українська театральна актриса, драматург і режисер, художній керівник Чернівецького академічного обласного музично-драматичного театру імені Ольги Кобилянської, народна артистка України (2016).

## Життєпис
1979 — закінчила Київський національний університет театру, кіно і телебачення імені Івана Карпенка-Карого.
1979—2008 — актриса Чернівецького академічного обласного музично-драматичного театру імені Ольги Кобилянської.
Від 2008 року — режисер театру. 2013 року за її ініціативи при театрі була відкрита театральна студія для дітей і молоді, у якій режисерка проявила себе як театральний педагог.
Від 2018 року Людмила Іванівна працює головним режисером театру. Є членом НСТДУ.
2016 року удостоєна звання народної артистки України.

## Ролі
- Парася («Земля» В. Василька за О. Кобилянською)
- Настка («У неділю рано зілля копала» В. Василька за О.Кобилянською)
- Серафима («В дорозі» В. Розова)
- Оля («Дикий ангел» О. Коломійця)
- Ніка («Вальчин міст» Г. Шабашкевича)
- Любка («Запитай колись у трав…» Я. Стельмаха)
- Анна («Пісня кохання та журби» Л. Жуховицького)
- Пріська («Українські вечорниці» М. Кропивницького та С. Васильченка)
- Полінка («Солдатська вдова» М. Анкілова)
- Аннушка («На людному місці» О. Островського)
- Люда («Розплата» В. Винниченка)
- Сара-Марія («Жидівка-вихрестка» І. Тогобочного)
- Сюзон («Вісім люблячих жінок» Р. Тома)
- Соланж («Служниці» Ж. Жене)
- Дуенья («Дуенья» Р. Шерідана)
- Марія («Я чекаю тебе, коханий» Д. Фо, Ф. Раме)
- Цариця («Різдвяна ніч» О. Мосійчука за М. Гоголем)
- Химка («За двома зайцями» М. Старицького)
- Марія («Сльози Божої Матері» У. Самчука)
- Стела («Трамвай Жадання» Т. Вільямса)
- Дженні («Усе в саду» Е. Олбі)
- Ева («Любов до гробу» А. Ніколаї)
- Глорія («Дорога Памела» Дж. Патріка)
- Фроська («Пограймося в літа молодії» Л. Розумовської)
- Ніна («Нелегалка» А. Крима)
- Тета Оля («Апостол черні» О. Кобилянської)

## Постановки
- «Солодка Даруся» Л. Скрипки за М. Матіос
- «Ольга» Л. Скрипки, Н. Федорович
- «Туга за майбутнім» Л. Скрипки за поезіями В. Китайгородської
- «Калинова сопілка» Л. Скрипки за О. Забужко
- «Тустеп і різний „мотлох“» Р. Байєра
- «Ілюзії вальсу» Л. Скрипки за О. Кобилянською
- «Тисяча снопів вітру» Г. Канарської
- «Лавина» Т. Джудженоглу
- «Інцидент» за п'єсою Л. Лунарі
- «Тарас і Доля» Л. Скрипки
- «Срібний павук» Н. Неждани за романом В. Кожелянка
- «Молюсь за тебе, Україно!» Л. Скрипки
- «Енні» Л. Скрипки за однойменним фільмом
- «Пригоди Морського Вовка» за С. Козловим
- «У пошуках піратських скарбів» Л. Скрипки
- «Маестро і Кароліна» Л. Скрипки
- «Різдвяна пригода мишенят» за Б. Поттер
- «Слуги і сніг» за п'єсою А. Мердок
- «Лицар слова» (вечір пам'яті до 100-річчя від дня народження М. Івасюка)
- «Зірка без імені» за М. Себастьяном
- «Чудеса Мері…» Л. Скрипки за творами Памели Ліндон Треверс
- «Зрадь мене» за В. Винниченком

## Визнання
- 1984 — лауреат республіканської премії імені М. Островського
- 1985 — лауреат Всесоюзного конкурсу творчої молоді
- 1993 — лауреат премії фестивалю «Прем’ єри сезону» (за найкращу жіночу роль)
- 2001 — дипломант Міжнародного фестивалю «Відлуння»
- 2006 — заслужена артистка України
- 2010 — лауреат обласної літературно-мистецької премії імені Сидора Воробкевича
- 2015 — лауреат обласної літературно-мистецької премії імені Сіді Таль
- 2016 — народна артистка України